# إيفان نوفا
إيفان نوفا هو لاعب كرة قاعدة دومينيكاني، ولد في 12 يناير 1987 في سان كريستوبال في جمهورية الدومينيكان.

## وصلات خارجية
- إيفان نوفا على موقع دوري كرة القاعدة الرئيسي (الإنجليزية)
- إيفان نوفا على موقع دوري كوريا الجنوبية لكرة القاعدة (الإنجليزية)
- إيفان نوفا على موقعبيزبول رفرنس.كوم (الدوري الرئيسي) (الإنجليزية)
- إيفان نوفا على موقعبيزبول رفرنس.كوم (الدوري الثانوي) (الإنجليزية)
- إيفان نوفا على موقع إي إس بي إن.كوم (أم.أل.بي) (الإنجليزية)
- إيفان نوفا على موقع مشجعي الرسوم البيانية (الإنجليزية)